# Sentosa Golf Club
De Sentosa Golf Club is een golfclub op het eiland Sentosa bij Singapore.
Het eiland heette vroeger 'Pulau Blakang Mati', hetgeen in Maleis betekent 'Eiland van de Doden', omdat er zoveel begraafplaatsen waren. Tegen 1970 kreeg het eiland de naam Sentosa, hetgeen Rust betekent. Sindsdien komen er toeristen. Dennis Lee, broer van Lee Kuan, de toenmalige premier van Singapore, en Alan Choe van het toeristenbureau hebben er toen voor gezorgd dat er ook een golfbaan kwam. Het eiland wordt omringd door de Zuid-Chinese Zee.

## The Tanjong en The Serapong
Golfbaanarchitect Frank Pennink mocht het ontwerp voor de eerste baan maken. Het moerasgebied werd de Tanjong Course van 18 holes, en er kwam een clubhuis. De officiële opening was op 14 juli 1974. De baan heeft een par van 72 en vanaf de backtee een lengte van 6.014 meter. Voor professionals geldt een par van 71.
In 1982 kwam er een tweede 18 holesbaan bij, de Serapong Course, vernoemd naar een nabijgelegen heuvel en ontworpen door Ronald Fream. De par is daar ook 72 en ook hier geldt voor professionals een par van 71. Op deze baan moet op enkele holes over water worden afgeslagen.
In de jaren 90 werd het oude clubhuis vervangen. Het huidige clubhuis werd in 1995 geopend.

## Singapore Open
Op beide banen wordt sinds 2005 het Barclays Singapore Open gespeeld. Ook vindt hier de laatste kwalificatie plaats van de Aziatische Tourschool.